# 許汜
許汜（？—？），襄陽人，東漢末年士人，被劉備批評虛有其表無實學。

## 生平
許汜為襄陽人，是當時的名士，年少時從師楊慮，先在曹操底下任職從事中郎，後與陳宮等人叛迎呂布，興平二年（西元195年）呂布敗逃投靠劉備，駐小沛，不久呂布偷襲下邳，自任徐州刺史。
建安三年（198年），曹操攻打呂布，呂布派許汜和王楷向袁術求救。呂布兵敗被殺後，許汜投奔荊州牧劉表。

### 求田問舍
某日許汜、劉備及劉表聊天論英雄，在宴會上提到陳登，許汜很不滿地指責陳登態度囂張高傲，在作客陳登家时不和自己说话，陳登睡大床而让身為客人的许汜睡小床。劉備不以為然地反擊許汜：“你有國士之名，現在天下大亂，聖上顛沛流離，希望你能為國事著想，並拋開家事，心存救世的意念。而你只想四處寄宿白吃白喝（求田問舍），說的話都不能信，這就是陳登最討厭的性格了，怎麼會和你說話？換作是小弟我，早就睡在百尺高楼上，而让你改睡地上，岂只是上下床的区别？”因此劉表聽了大笑起來，令許汜相當難堪。

## 三國演義
無提及其叛曹和投劉表的事，只有提到和王楷向袁術求救。